# 알렉시아 바를리에
알렉시아 바를리에(프랑스어: Alexia Barlier, 1982년 12월 21일~)는 프랑스의 배우이다.

## 출연 작품

### 영화
- 당신은 나의 베스트셀러 (2006, Les Ambitieux)
- 내 정원사와의 대화 (2007)
- 분노의 질주: 언리미티드 (2008) - 니콜 역
- Amitiés sincères (2012)
- 섹스 러브 앤 테라피 (2014) - 다프네 역
- 해피 홀리데이 (2014)
- 13시간 (2016) - 소나 질래니 역
- Tout schus (2016)
- 칙 파이트 (2020) - 클로이 역

### 텔레비전
- Les Petits Meurtres d'Agatha Christie (2016)
- 깊은 숲에서 (2017)